# Criminologie
Criminologie is een gedragswetenschap die als studie-object het crimineel gedrag heeft, en de maatschappelijke reactie hierop.
Criminologie wordt in België gedoceerd aan de Vrije Universiteit Brussel, Universiteit van Gent, Universiteit van Leuven en de Universiteit van Luik. In Nederland zijn er opleidingen criminologie aan de Vrije Universiteit Amsterdam, de Universiteit Leiden en de Erasmus Universiteit Rotterdam.
De European Society of Criminology definieert criminologie aan de hand van volgende onderdelen:
- The explanation
- Prevention
- Control
- Treatment of crime, delinquency, offenders and victims.
- Measurement of crime
- Detection of crime
- The practice of criminal law, law enforcement, juridicial and correctional systems.

## Domeinen
Binnen de criminologie is het proces van (de)criminalisering een belangrijk onderzoeksdomein. Enkele subdomeinen zijn:
- delinquentie
- penologie
- victimologie
- (on)veiligheid
- preventie
- dreiging (terrorisme, extremisme, georganiseerde misdaad, spionage, ...)

In de criminologie wordt gebruikgemaakt van verschillende disciplinaire invalshoeken:
- Psychologie: criminologische psychologie en rechtspsychologie.
- Psychiatrie:  forensische psychiatrie of psychopathologie
- Sociologie : criminologische sociologie en rechtssociologie.
- Recht, meer bepaald het strafrecht en strafprocesrecht.
- Filosofie: rechtsfilosofie, cultuurfilosofie, ..
- Statistiek, criminalistiek
- Polemologie
- Zemiologie
- Biologie
- Politicologie
- Geschiedenis
- Onderzoeksmethodologie (kwalitatief & kwantitatief onderzoek)
- Geneeskunde: forensische psychiatrie of psychopathologie
- Antropologie voor bijvoorbeeld onderzoek naar criminaliteit bij bepaalde etnische groepen
- Economie voor bijvoorbeeld de studie van effectiviteit van straffen via het economisch concept van elasticiteit. Of aanpak van criminaliteit door aanpak van de economische voordelen van de delinquent.
- (Politieke) geschiedkunde

## Het klassieke paradigma
Het klassieke paradigma gaat uit van een rationeel mensbeeld. Delinquent en crimineel gedrag wordt gezien in termen van vrije wil of keuze. Dit heeft individuele verantwoordelijkheid tot gevolg waardoor er mogelijkheid is tot repressie: straf. Het klassieke paradigma heeft officieel zijn wortels in het 'sociaal-contractdenken' en het 'utilitarisme', hoewel de link met het christelijk denken niet moet worden onderschat of vergeten. De volgende stromingen kunnen onderscheiden worden:

### Afschrikking
Volgens het principe dat handelingen achterwege worden gelaten vanwege de negatieve gevolgen ervan. Zo komt men tot de overtuiging dat men straffen moet opleggen om mensen af te schrikken delicten te plegen, zowel individueel (de persoon, dader zelf, om te voorkomen dat deze opnieuw strafbare feiten begaat; dat heet speciale preventie) als algemeen (potentiële daders en de samenleving als geheel, ter voorkoming van criminaliteit, de generale preventie)

### Situationele benadering en gelegenheidstheorie
Niet persoonsgebonden, maar omgevingsgebonden factoren liggen aan de basis van criminaliteit. Steden zijn onveilig vanwege de gelegenheid tot criminaliteit die er is. De omvang van criminaliteit wordt bepaald door drie factoren: aantallen potentiële daders, aantallen aantrekkelijke doelwitten en de mate van toezicht op en de bescherming van deze doelwitten – "de gelegenheid maakt de dief" is een bijpassend gezegde.

### De routineactivititeitenbenadering
Een macrosociologische verklaring die stelt dat criminaliteit functie is van toeval en van het tegelijkertijd optreden van aanwezigheid van gemotiveerde daders, een aantrekkelijk doelwit en afwezigheid van adequaat toezicht.

### Rechtsrealisme
Het rechtsrealisme legt de nadruk op de kosten/baten en daarin vooral op de kosten (kosten verhogen of baten verlagen). Men moet vooral de nadruk leggen op zekerheid van de straf en op snelheid van straf, niet op de zwaarte van de straf want dit zou tot wraak leiden. Dus de pakkans, veroordelingskans en de kans op gevangenisstraf. Aan de kant van de baten moet de aantrekkelijkheid van alternatieven worden verhoogd.

## Het positivistisch paradigma

### De biologische stroming
In de biologische stroming wordt naar oorzaken en wetmatigheden van criminaliteit gezocht in het individu waar een link wordt gelegd tussen criminaliteit en lichamelijke factoren.
De biologische stroming kan onderverdeeld worden in verschillende subgroepen:

#### Vroege biologische theorieën

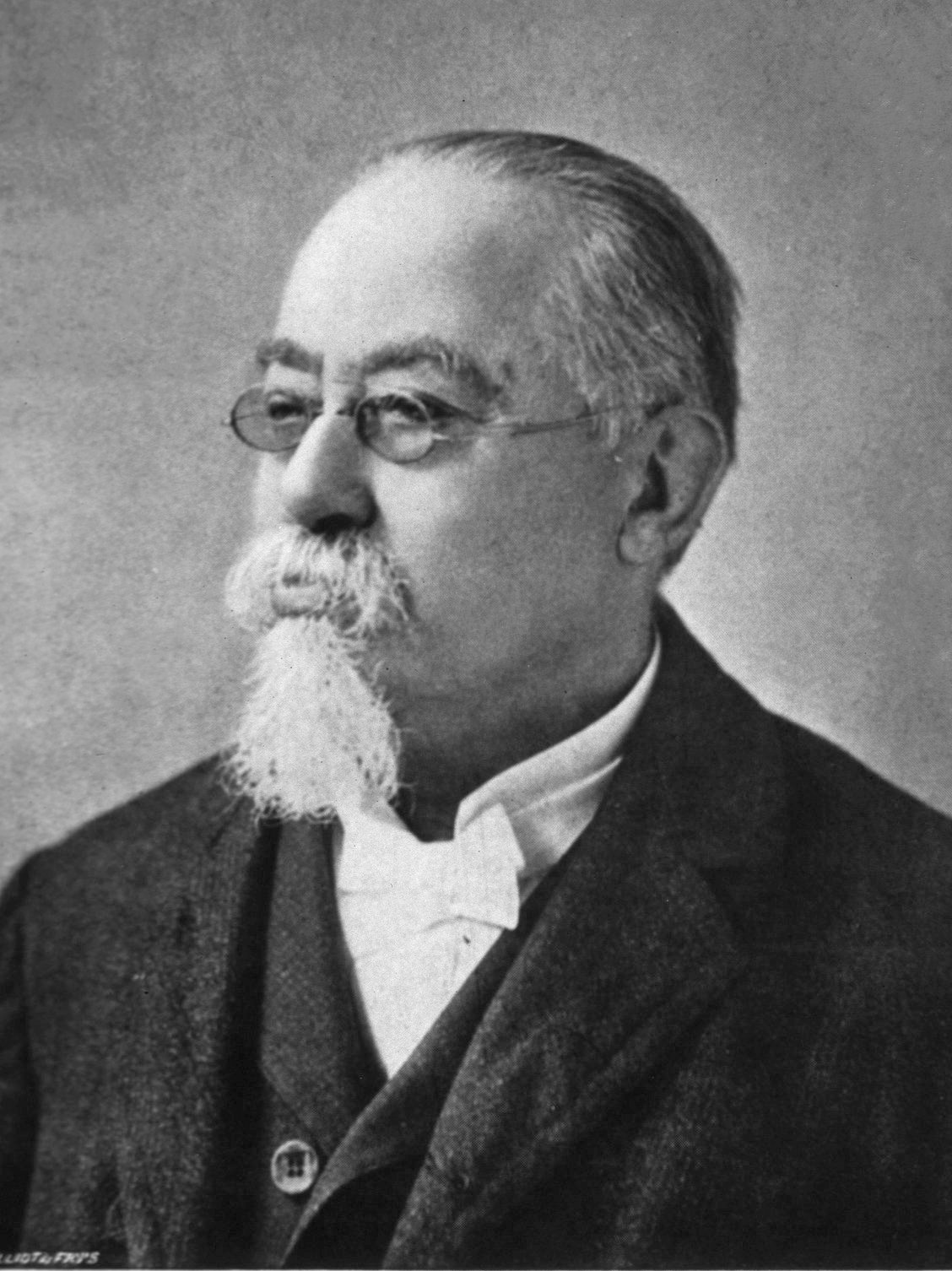
Cesare Lombroso

- Lombroso: Het idee is dat delinquentie een aangeboren afwijking is ten gevolge van degeneratieve stigmata, overgegeven van vroegere generaties (asymmetrie in het gezicht, zware kaken, ongewoon grote of kleine oren, flaporen, wijkende kin, lange armen, extra vingers of tenen). Dit hangt samen met afwijkend gedrag: grote beweeglijkheid, ongevoeligheid voor pijn, luiheid, ijdelheid, gokzucht. De aanpak van criminaliteit bestaat er dan in een behandeling en gedragsverandering te bewerkstelligen in functie van re-integratie.
- Ferri: Volgens Ferri is criminaliteit functie van een aantal fysische factoren (ras, temperament, ...), individuele kenmerken (psyche, leeftijd, sekse, ... ) en sociale factoren (godsdienst, populatie, cultuur, ...). Als men criminaliteit wil aanpakken moet men de levensomstandigheden (sociale factoren) verbeteren: subsidiëring van woningen, geboortecontrole (bij groepen/mensen die veel criminaliteit plegen)en zorgen voor openbare ontspanningsfaciliteiten.
- Garofalo: De samenleving is een natuurlijk lichaam. Misdaad/inbreuken tegen die samenleving, zijn tegen de natuur van de samenleving. Delicten gaan in tegen het respect voor de eigendomsrechten van anderen (inbreuken tegen eigendomsrechten) en de afkeer die men ervaart bij het toedienen van schade/pijn aan anderen (inbreuken tegen personen). Gedragsregels worden afgeleid uit logisch denken. Bij delinquenten ontbreekt het aan logisch denken en ontwikkelde altruïstische gevoelens. Wie zich niet aan de natuurlijke wetten kan houden, dient ‘uitgeschakeld’ te worden: op transport naar kolonies overzee of levenslange gevangenisstraf.

#### Erfelijkheid
Deze gedachtegang is op het einde van de 19e eeuw ontstaan en stelt dat criminaliteit een aangeboren (erfelijk) kenmerk is, zoals andere fysische kenmerken. In wetenschappelijk onderzoek zijn er drie pistes ingegaan, waar men trachtte deze stelling te staven aan de hand van bepaalde indicatoren.
- Delinquente families;
- Identieke tweelingen:
- Adoptieonderzoek.

#### Genetischeafwijkingen
Mannen met een extra Y-chromosoom (mannelijk) zouden agressiever zijn, mannen met een extra X-chromosoom (vrouwelijk) zouden een gebrek aan mannelijkheid hebben. Mannen met een XYY-constellatie zouden al op lagere leeftijd reeds een veroordeling hebben, instabiel zijn, onvolwassen, zonder schuldgevoel en meerdere schijnbaar zinloze vermogensdelicten begaan (Price en Watmore, 1967). Later onderzoek toont echter aan dat een vast XYY-chromosoom niet bestaat en dat bij de grote meerderheid van XYY- en XYX-gevallen er geen sprake is van delinquentie. Al zou er een systematisch verband zijn, dan moet men nog altijd rekening houden met het effect van stigmatisering/labeling.

#### Lichaamsbouw
De aanleg voor criminaliteit wordt weerspiegeld in de vorm van het lichaam.
- De typologie van Kretschmer (1921)
  - Asthenici: magere ribbenkast
  - Athletici: breedgeschouderd, brede borstkas, sterke benen, gespierde buik
  - Pycnici: middelmatige lichaamsbouw, ‘dikkertjes’, ronde schouders, breed gezicht, korte handen
  - Mengtype

Asthenici en athletici zouden eerder een schizofrene persoonlijkheid vertonen, pycnici daarentegen een bipolaire stoornis.
- De typologie van Sheldon (1949) (gebaseerd op jonge mensen (15-21 jaar))
  - Endomorf: ronde dikke vormen, korte ledematen, smalle beenderen, zachte huid
  - Mesomorf: atletisch: brede borstkas, polsen en handen, gespierd
  - Ectomorf: mager, breekbaar; smal beenderstelsel, afhangende schouders, smal gezicht, scherpe neus

Samenhang tussen lichaamstype en temperament
- Endomorf: gesteld op ontspanning, lekker eten, gezelligheid, luxe, behoefte aan affectie, traag reageren
- Mesomorf: neiging tot activiteit, dynamiek, avontuurlijkheid, moed, lawaaiigheid, assertiviteit, dominantie en agressie
- Ectomorf: introversie, sociale geremdheid, veel klachten over lichaamsfuncties, overgevoeligheid voor prikkels, krampachtigheid in gedrag, grote behoefte aan privacy

De samenhang tussen lichaamstype en criminaliteit zou er dan in bestaan dat 60% van de delinquenten eerder mesomorf is (Glueck en Glueck, 1950). Toch is het niet duidelijk of het nu lichaamsbouw is of er meer speelt, zoals een labeling-effect. Al zou er een verband zijn dan is er een derde verklaring mogelijk, zoals bv. een socioculturele verklaring (relatieve deprivatie, tot bepaalde klasse behoren).

#### Hersenletsels
Deze theorieën zeggen niet dat criminaliteit het gevolg is van hersenletsel, daar is weinig bevestiging voor. Echter wijzen enkele casestudies op een mogelijk verband tussen criminaliteit en:
- MBD(minimal brain damage): via leermoeilijkheden, ook een verband met vergeetachtigheid, concentratieverlies en verminderde spontaniteit in het denken
- Organische psychosen
  - Encefalitis: destructief, impulsiviteit, afwijkend seksueel gedrag, brandstichting
  - Seniliteit: paranormale desillusies, afwijkend seksueel gedrag en brandstichting
  - Ziekte van Huntington: ongecontroleerde beweging, apathie en depressie
  - Hersentumor (temporale hersenkwab): activeren van het neurologisch systeem m.b.t. tot agressie. Dit kan leiden tot woede- en geweldsuitbarstingen
  - Epilepsie (temporale hersenkwab): kan leiden tot uitbarsting van geweld
- ADHD: leerproblemen etc.

Verder wijst (experimenteel)onderzoek op een band tussen agressie en stoornissen in het limbische systeem. Soms zou er ook een band zijn tussen EEG-stoornissen en zware criminaliteit (geweld, moord).

#### Specifieke chemische processen
Bij de neurotransmitters (dopamine, serotonine en noradrenaline) zou er een verband zijn tussen serotonine en impulsief gewelddadig gedrag en tussen lagere serotonineconcentraties in het bloed bij antisociale groepen.
Bij geslachtshormonen zou testosteron tot meer agressie leiden, doch stelt men vooral een band met verbale agressie. Waarbij een lage testosteronspiegel op verminderde agressie en seksualiteit wijst. Ook zou er enige correlatie zijn tussen het testosteronniveau en het leeftijdsniveau waarop men criminaliteit pleegt. Anderen zeggen dat de behandeling met testosteron (verhogen, verlagen) geen impact heeft op agressie, maar wel op seksuele interesse. Ook blijkt dat er geen correlatie is tussen de zelf gerapporteerde agressie-testosteronspiegel bij normale populaties, en dat testosteron wellicht functie kan zijn van sociale factoren. Uit onderzoek is gebleken dat de testosteronspiegel van apen verhoogt of verlaagt naargelang ze stijgen of dalen in de sociale hiërarchie.

### De psychologische stroming
Juist zoals bij de biologische stroming wordt gezocht naar oorzaken en wetmatigheden van criminaliteit in het individu, maar criminaliteit wordt bekeken vanuit een specifiek psychologische invalshoek. Vanuit een vrije wil benadering zoals bij afschrikkingstheorieën of vanuit een visie waarin men de delinquente ziet als een 'zieke' of 'afwijkende'. Bij deze kan men verschillende subgroepen onderscheiden:

#### Psychodynamische theorieën
Hier worden de uitgangspunten van de klassieke psychoanalyse van Freud gebruikt om naar criminaliteit te kijken. Het psychisch functioneren berust op wisselwerking van drie entiteiten : het Id (Duits: Es), Ego (Duits: Ich), Superego (Duits: Über-Ich) die als hydraulisch systeem werken
- Id: egocentrisch lustprincipe en destructieve impulsen
- Ego: geleid door het realiteitsprincipe. Realiteitsgericht denken en verbeelding.(vb. uitstellen van gratificatie)
- Superego: geïnternaliseerde groepsnormen.
  - Geweten: morele normen
  - Ego-ideaal: ideaalbeeld van zichzelf

Zo kunnen bv. psychopaten gezien worden als mensen met een zwak superego. Bij mensen met een sterk superego kunnen zeer sterke schuldgevoelens niet als gevolg maar als oorzaak van criminaliteit beschouwd worden.

#### Biologisch-psychologische theorieën
Hans Eysenck legt via biologische substraten en leerprocessen een multifactoriële band met criminaliteit. Volgens hem hangt extraversie (personen die sociaal zijn, vrienden maken, niet graag alleen zijn, risico’s nemen (opwinding), impulsief, agressief, emoties niet goed onder controle kunnen houden) samen met het activatieniveau van de hersenen ('corticale arousal').
Extraverten hebben een lage opwinding waardoor ze meer stimulatie vereisen ('spanningsbehoefte') wat geneigdheid tot criminaliteit veroorzaakt. Andere persoonlijkheidsdimensies, zoals neuroticisme en psychoticisme, kunnen dit effect versterken.

#### Cognitieve ontwikkelingstheorieën
Stelt dat de delinquent is blijven hangen in lagere morele stadia. (Jean Piaget, Lawrence Kohlberg)

#### Persoonlijkheidstheorieën
Gebruiken bepaalde constructen om een onderscheid te maken tussen delinquenten
en niet-delinquenten. Zoals intelligentie, zelfbeheersing, attitudes, waarden, opvattingen, zelfbeeld, denkstijlen. Zo is er een gemiddeld verschil van 7-8 IQ-punten in het nadeel van de delinquent, met de niet-delinquent.

#### Leertheorieën
Criminaliteit is, zoals elk ander gedrag, aangeleerd gedrag. De differentiële associatietheorie van Sutherland stelt dat crimineel gedrag het resultaat is van een leerproces waarbij meer definities worden geleerd die bevorderlijk zijn voor normoverschrijdend gedrag dan definities die niet bevorderlijk zijn voor dit gedrag.

#### Sociopsychologische theorieën
Criminaliteit wordt bekeken in een sociaalpsychologische context, met concepten als daar zijn 'groepsdruk', 'familiale invloeden', 'peers'.

### De sociologische stroming
In de sociologische stroming wordt naar oorzaken en wetmatigheden van criminaliteit gezocht in de sociale leefomgeving. Volgende subgroepen kunnen worden onderscheiden

#### Anomie of spanningstheorieën

##### Voorloper: Durkheim en sociale desorganisatie
Durkheim ziet criminaliteit in tijd en ruimte als een normaal probleem, hij heeft het over de normaliteit van de criminaliteit. Dit wordt dan gelinkt aan het concept van 'orde'.
Orde is essentieel in elke samenleving en is het gevolg van sociale solidariteit. Daarin heeft er een evolutie plaatsgevonden van 'mechanische solidariteit' naar 'organische solidariteit'.
'Mechanische solidariteit' is niet afgedwongen, maar komt automatisch tot stand vanwege de verbondenheid die er bestaat tussen de leden van een samenleving: het besef dat alles wat A doet, een impact heeft op B en vice versa. Dit creëert wederzijdse afhankelijkheid en solidariteit, en komt mechanisch, uit zichzelf tot stand. Er is een groot collectief bewustzijn: men deelt dezelfde waarden en normen. Ten gevolge van de industrialisering in de 19e eeuw krijgt men arbeidsverdeling, die tot specialisatie leidt.
Het collectief bewustzijn vermindert met de toename van specialisatie in arbeid. Door de onderlinge afhankelijkheid en het besef dat de verschillende functies elkaar aanvullen, ontstaat een nieuwe solidariteit, waarbij de sociale pressie afneemt. Het collectief bewustzijn wordt vervangen door recht en instituties. Bij een te snelle overgang kan echter de nieuwe ordening van functies, normen en waarden onvoldoende voltooid zijn, waardoor een bepaalde mate van anomie optreedt, een gemoedstoestand die gekenmerkt wordt door afwezigheid of afwijzen van standaarden of waarden.
Criminaliteit komt voor in beide types van samenleving, maar neemt verschillende vormen en functies aan afhankelijk van het type. Criminaliteit is dus onvermijdelijk en bovendien normaal.

##### Anomietheorie
Het centrale begrip in deze theorie van Merton is 'anomie', dit is een situatie veroorzaakt door spanning ('strain towards anomie') tussen de doelstelling van de samenleving en de middelen om deze te realiseren. Hierop zijn volgens Merton verschillende mogelijkheden tot aanpassing: conformiteit, innovatie, ritualisme, terugtrekken, rebellie. Vooral in het geval van innovatie kan deze spanning een voedingsbodem voor criminaliteit zijn.
| Wijze van aanpassen | Culturele doelen (D) | Geïnstitutionaliseerde middelen (M) | |
| ------------------- | -------------------- | ----------------------------------- | --- |
| Conformisme         | +                    | +                                   | Aanvaarden ondanks teleurstellingen zowel de (D) als de (M)                                                                                        |
| Innovatie           | +                    | -                                   | Willen (D) bereiken, maar zien normale wegen geblokkeerd en nemen hun toevlucht tot andere weg middelen Kan normconform of -overschrijdend zijn    |
| Ritualisme          | (-)                  | +                                   | Hebben hoop om ooit (D) te bereiken opgegeven, maar aanvaarden (M) nog. Hebben zich verlaagd tot het niveau dat ze denken te kunnen bereiken       |
| Terugtrekking       | -                    | -                                   | Verwerpen gedesillusioneerd de (D) en dus ook de aangeboden (M). Trekken zich (individueel) terug uit de samenleving Normconform of overschrijdend |
| Rebellie            | -/+                  | -/+                                 | Verwerpen de (D), maar willen deze vervangen door nieuwe (D), alsook met de (M) Normconform of -overschrijdend: politiek of terrorisme             |

##### Subculturentheorie
Cohen legt een relatie tussen criminaliteit en subculturen bij jongeren. De ongelijkheid tussen waarden van middenklasse en de waarden van de lagere klasse/jongeren leidt tot statusfrustratie. Middenklassewaarden zoals de ambitie iets te bereiken in het leven, succesvolle opleiding, lange termijn planning, uitgestelde gratificatie, geweldloosheid... worden niet altijd door jongeren gedeeld, waardoor ze deze waarden actief gaan verwerpen. In de reactie op deze spanning ten gevolge van statusfrustratie zijn verschillende reactiewijzen te onderscheiden.
- College boy: Zal alles doen om aan opwaartse mobiliteit te kunnen doen en zo uit het lagere milieu te komen. (legitieme reactiewijze)
- Corner boy: Hangt rond op de hoeken van de straat, balanceert tussen delinquentie en niet-delinquentie. Ze kunnen College boy worden of persisteren in dit gedrag en zo afglijden naar Delinquent gang.
- Delinquent gang: Verwerpen bewust de middenklassewaarden en trachten deze te vervangen door de eigen waarden van de gang. Het is een subcultuur met een eigen dynamiek en eigen waarden

##### Focalconcernstheorie
Geïnspireerd door de subculturen theorie van Cohen en de differentiële associatie theorie van Sutherland, stelt Miller dat delinquent gedrag gepleegd door jongeren niet vanuit een negatieve houding is, de verwerping van de middeklassewaarden zoals bij Cohen, maar een reflectie is van de focal concerns in de cultuur van de lagere sociale klasse. Met andere woorden: delinquent gedrag is een affirmatie, bevestiging van de eigen waarden. Zo heerst de waarde Toughness(stoer overkomen) in subculturen van jongeren, het plegen van criminaliteit kan dan bijdragen tot het stoer overkomen. Deze subculturen vertegenwoordigen een patroon van transmissie of aanleren van waarden die in de lagere sociale klasse voorkomen.

#### Sociaal-ecologische theorieën

##### Voorloper: A. Quételet
Quételet wordt gezien als de vader van de sociale statistiek en cartografie. Hij gebruikte als eerste sociale statistiek en cartografie om criminaliteit te verklaren. Hij kwam tot de conclusie dat niet de vrije wil belangrijk is voor het plegen van criminaliteit, maar de impact van sociale factoren: de ecologie, de leefomgeving, de leefomstandigheden, het milieu in de brede zin.

##### Chicago School
Criminaliteit wordt veroorzaakt door twee factoren: de demografische en geografische aspecten van een wijk enerzijds (vb. verschillende bevolkingsgroepen, de inplanting in de stad).
Zij zagen criminaliteit niet langer als een biologisch, maar als een sociologisch proces. Ze legden verbanden met de organisatie van buurten en wijken, ze namen het als een soort indicator voor het risico op criminaliteit.

##### Humane ecologie
Park transponeerde de theorie van Darwin naar het sociologische aspect.
In de stad (Chicago) zijn er vele verschillen, zoals waarden, taal, afkomst, ... en dit leidt vaak tot competitie omwille van status en ruimte.
Daar waar de competitie het hoogst is, is ook de meeste criminaliteit en deze wijken noemt hij dan ook gedesorganiseerd. De wijken die stabiel zijn, noemt hij georganiseerd.

##### Concentrische zonetheorie
Burgess deelde het Chicago van de jaren 20 op in 5 concentrische zones en zet zo de theorie van E. Park kracht bij.
1. Zakelijke, economische zone.
2. Transitiezone; zone met arme, veelal verlaten fabriekswijken. Is aan veel verandering onderhevig en wordt bevolkt door een groot percentage migranten.
3. Zone van de lagere middenklassen, gewone arbeiderswijk met gemiddelde huizen en inrichting.
4. Zone van de hogere middenklassen, vrijstaande huizen en luxueuzere appartementen.
5. Zone buiten de stad die bevolkt wordt door de forenzen.

In Zone 1 en 2 zijn het meeste criminaliteit. Zone 1 is aantrekkelijk voor criminelen omwille van de aanwezigheid van winkels, grote rijkdom, daarbovenop is deze zone 's nachts verlaten. Zone 2 daarentegen is door de stad opgegeven waardoor daar geen controle heerst. Van Zone 3 naar Zone 5 daalt de criminaliteit, parallel met de stijging van de woonfunctie. Hoewel statistieken doorheen de jaren kunnen fluctueren blijft de onderlinge verhoudingen tussen de verschillende zones behouden. Dus niet wie je bent, wel de zone waarin je leeft bepaalt de kans op criminaliteit. Elke zone is onderhevig aan processen van invasie, dominantie en succes.

#### Sociale desorganisatietheorie
Shaw en McKay hebben onderzoek gedaan naar delinquentie onder de mannelijke jeugd. Hun bevindingen waren dat de meeste criminaliteit zich voordoet in de eerste twee zones (op basis van de kaart van Burgess). In zone 2 omdat dit de transitzone is en men hier zo snel mogelijk weg wil, wie hier echter niet weg komt, raakt gefrustreerd en wendt zich tot delinquentie. Wat leidt tot de criminaliteit in zone 1, die geïmporteerd wordt uit zone 2, namelijk diefstallen gepleegd door jongeren.
Zij zien de relatie tussen jeugdcriminaliteit en (des)organisatie van stadsbuurten als volgt:
1. criminaliteit als gevolg van sociale desorganisatie;
2. criminele attitudes worden cultureel overgedragen (men groeit erin).

Shaw en Mckay hebben dus wel cijfers genoeg en duiden wel de correlatie aan tussen organisatie en criminaliteit, maar de causaliteit is moeilijk te bepalen.

#### Sociaal-procestheorieën
Sociaal-procestheorieën zijn een variant op sociaal-ecologische theorieën, maar gaan over het eigenlijke proces waardoor criminele attitudes worden overgedragen.

##### Differentiële-associatietheorie van E. Sutherland
De associatie met mensen die crimineel gedrag goedkeuren en isolatie van mensen die crimineel gedrag afkeuren. Criminaliteit komt niet tot stand tenzij er een culture overdracht is van criminele attitudes. Dat proces van overdracht gebeurt op een differentiële geassocieerde manier, vandaar “differential association”: Criminaliteit is een leerproces waarbij een overdracht is van criminele attitudes die het gevolg zijn van een overwicht van definities die gunstig zijn voor wetsovertredingen in vergelijking met het aantal definities ongunstig voor wetsovertredingen. Deze associatie kan variëren (differentiëren) qua frequentie, duurtijd, prioriteit en intensiteit. Het probleem met deze theorie is dat ze vertrekt van de veronderstelling dat delinquent gedrag nu eenmaal bestaat, de theorie verklaart niet hoe het gedrag ontstaat, noch waar het zijn oorsprong vindt.

##### Neutraliseringstheorie
Deze theorie is een uitbreiding van de differentiële-associatietheorie van Sutherland. Sykes en Matza nemen als uitgangspunt dat delinquenten niet altijd de dominante waarden verwerpen: af en toe zetten ze deze tussen haakjes, af en toe wijkt men er selectief van af. Dit doen ze door gebruik te maken van rationaliseringen (techniques of neutralization) die geleerd worden in een proces van differentiële associatie. Er zijn 5 technieken van neutralisatie, rationaliseringen.
1. Ontkenning van de verantwoordelijkheid
2. Ontkenning van schade
3. Ontkenning(/erkenning) van het slachtoffer
4. Veroordelen van de veroordelaars (de veroordelaar in diskrediet brengen om zijn legitimiteit weg te nemen iets te doen met het crimineel feit)
5. Beroep op hogere plichten/morele principes

Delinquent gedrag is dus slechts een andere uitdrukking van dezelfde ondergrondse waarden (“subterranean values”) in een samenleving. De keuze (in de wijze van uitdrukking) vindt plaats in een situatie van ‘drift’ tussen criminele actie/gedrag en normale actie/gedrag en wordt vergemakkelijkt door neutraliseringstechnieken. De meeste volgen dus de waarden van de samenleving, het is slechts een andere uitdrukking. Assertiviteit wordt zeer gewaardeerd in de samenleving, zo kan assertiviteit tot uitdrukking komen in het beoefenen van sport of politiek.

#### Controletheorieën
Waar bij voorgaande theorieën de centrale vraag was waarom mensen criminaliteit begaan wordt bij controletheorieën de vraag omgekeerd: waarom zijn mensen normconform? Waarom volgen ze de norm, de wetten?
Vanuit de controlebenadering wordt crimineel gedrag verklaard vanuit mechanismen die het menselijk gedrag controleren. Bij de delinquent is er dan een defect in deze mechanismen.

##### Containment-theorie
Vanuit een aandacht voor normconform gedrag ziet Reckless criminaliteit als het gevolg van sociale druk om deviant gedrag te vertonen en de faling van de controlemechanismen om deze druk te weerstaan (“containment”). Iedere mens heeft controlemechanismen: wanneer deze afbrokkelen, pleegt men crimineel gedrag. Deze controlemechanisme zijn deels intern: nl. de interne kracht om aan prikkels te weerstaan (temperament, eigenheid) en deels extern: de ‘holding power’, de kracht van de omgeving om het individu in haar greep te houden.

##### Bindingstheorie
Travis Hirschi heeft aandacht voor de mate waarin een individu bindingen heeft met zijn directe omgeving en met de samenleving als geheel. Criminaliteit is het gevolg van een zwakke of gebroken sociale band tussen individu en groep. Deze band bestaat uit 4 componenten die verband houden met het niveau. Hoe groter de investeringen die men doet op deze niveaus hoe minder waarschijnlijk men overgaat tot het stellen van crimineel gedrag. Crimineel gedrag gaat namelijk ten koste van deze bindingen, waardoor de gedane investeringen voor niets geweest zijn.
| Niveau       | Element/ Component | Uitleg |
| ------------ | ------------------ | --- |
| Affectief    | Gehechtheid        | De emotionele band met de familie, de naasten. |
| Cognitief    | Inzet              | Investering van tijd en energie in de samenleving en activiteiten. Hoe groter deze investering, hoe groter het verlies bij crimineel gedrag. Dus cognitief wordt een rationele afweging (kosten-baten analyse) gemaakt. |
| Gedragsmatig | Betrokkenheid      | De betrokkenheid bij conventionele activiteiten, bijvoorbeeld huiswerk. Hoe meer conventionele activiteiten men bedrijft, hoe minder ruimte er is voor criminele activiteiten.                                          |
| Evaluatief   | Geloof             | Het geloof in de samenleving: de regels, de inhoud, de wetten, de instituties van de samenleving. Hoe sterker dit geloof hoe minder waarschijnlijk het plegen van crimineel gedrag.                                     |

Hoe sterker elk niveau, hoe sterker de band in het algemeen, die een drempel vormt tegen criminaliteit.

### Sociale controletheorie
In aansluiting op de bindingstheorie van Hirschi, stellen Sampson en Laub dat niet de bindingen zelf, maar de sociale controle die voortvloeit uit de bindingen de kans op criminaliteit verlaagt. Omdat de informele sociale verbanden, bijvoorbeeld het gezin, het dichtst bij potentiële delinquenten staan, werkt informele sociale controle het best om delinquentie tegen te gaan.

## Het kritisch paradigma
Het kritisch paradigma stelt dat de productie van kennis (het onderzoeksproces) op een moreel en sociaal verantwoorde manier dient te verlopen. Waarbij moreel en sociaal verwijzen naar machtsstructuren in de samenleving en naar de ongelijke aanwending van deze kennis, die immers gelinkt is aan de machtsstructuren en de ongelijke verdeling van materiële goederen in de samenleving. Zo wordt criminaliteit gezien als verzet van de onderdrukte tegen machtsstructuren
en het strafrecht als middel van de machtigen om de ‘verzetters’ te onderdrukken.

### Labeling
Bij 'Labeling' is er een omkering van de causaliteit. Crimineel gedrag leidt niet tot maatschappelijke reactie, maar maatschappelijke reactie leidt tot crimineel gedrag waardoor er een ’selffulfilling prophecy’ is. Het individu krijgt een bepaald label toegeschreven en gaat na verloop van tijd zich werkelijk naar dit, al dan niet juist toegeschreven, label gedragen.

### Conflictsociologische benadering
In deze benadering gaat men ervan uit dat samenlevingen weinig consensueel zijn inzake waarden en normen, maar het tegenovergestelde: conflictueus. Criminaliteit vloeit dan namelijk voort uit de ongelijke verdeling van macht/invloed of verwerving van macht/invloed. Deze die de macht verworven hebben zullen deze die zich hiertegen afzetten als crimineel beschouwen.

### Kritische socialecontroletheorie
Het centrale begrip is hier 'maatschappijbeheersing', dit is een mechanisme waarmee de maatschappij in evenwicht wordt gehouden en waarmee afwijkingen van het gangbare patroon worden gecorrigeerd.

### Abolitionisme
Het abolitionisme wil het dadergerichte strafrecht afschaffen en vervangen door een rechtssysteem dat slachtoffers meer soelaas biedt en delinquenten niet langer meer van het maatschappelijk leven uitsluit. Dus niet-punitief. Het trekt de criminologisch-politieke conclusies die voortvloeien uit labeling benadering.

### Structurele deviantietheorie
Gaat ervan uit dat criminaliteit of deviantie actief gekozen gedrag is en vooral van politieke aard. Criminaliteit wordt gezien als het noodzakelijk resultaat van ongelijkheden in de structuren van de kapitalistische samenleving (‘survival crime’)

### Kritische victimologie
Hier ligt de focus op slachtoffers die vanuit maatschappelijk opzicht in een kwetsbare positie ten opzichte van ‘hun’ daders bevinden. Met name ‘Victims of the powerful’ (overheidsgeweld, seksueel geweld, werknemers in onveilige arbeidsomstandigheden)

### Feminisme en genderbenadering
Het feminisme is een combinatie en wisselwerking tussen theorie en praktijk, waarbij een vrouwen- of genderperspectief vooropgesteld wordt, meestal met aandacht voor andere uitsluitingsmechanismen. Het fundamentele is de zoektocht naar en de erkenning van de complexe en diepgaande invloed van gender op de sociale realiteit, waarbij macht een centraal concept is. Men heeft een emancipatorisch engagement om de scheve machtsverhoudingen te analyseren, bekritiseren, te veranderen en uit de wereld te helpen.
Met het concept 'Gender' wordt bedoeld dat mannelijkheid en vrouwelijkheid slechts sociale discursieve constructies zijn, toegeschreven aan het lichaam van de man en de vrouw. In de praktijk zit men dus met arbitraire ideaaltypes van 'de man' en 'de vrouw' toegeschreven aan de biologische dualiteit tussen man en vrouw waardoor deze als natuurlijke, evident, onveranderlijk en vast worden beschouwd. Een fenomeen bekeken via een gender-bril leidt tot een complexe analyse van de gevolgen van dit toegeschreven 'gender'.

### Links realisme
Het links realisme wil een heuristisch model uitwerken gebaseerd op interactie tussen 4 factoren:
1. Staat
2. Samenleving
3. Dader
4. Slachtoffer

Het heeft niet als doel een ‘grote theorie’ uit te werken maar pragmatische studies
uit te voeren omtrent criminaliteit in het alledaagse leven.

## Preventie van criminaliteit
In de criminologie bestaat een stroming die zich bezighoudt met de preventie (het voorkomen) van criminaliteit;
Er zijn verschillende vormen van preventie (tussen deze drie sectoren is geen duidelijk onderscheid, ze kunnen elkaar overlappen):
1. Primaire preventie: Het voorkomen van problemen. Maatregelen zijn vaak heel algemeen, maar zullen bij voorkeur gericht zijn op groepen met een verhoogd risico. Het selecteren van deze risicogroepen is dan noodzakelijk en een zeer problematisch proces.
2. Secundaire preventie: Het voorkomen dat problemen voortduren of verergeren. Voorbeeld hiervan is het vroegtijdig signalering van delinquent gedrag, om zo het verergeren van problematisch gedrag te voorkomen en te beëindigen.
3. Tertiaire preventie: Het ondervangen of reduceren van de negatieve gevolgen van aanwezige problemen. Voorbeeld hierbij is het voorkomen van recidive.

Verder valt er een onderscheid te maken tussen collectieve preventie of individuele preventie, kan het gericht zijn op persoon of de omgeving en is er onderscheid tussen directe preventie (direct het probleem aanpakken) of indirecte preventie (de omstandigheden aanpakken).
Het laatste verschil zit in op wie de preventie gericht is. Zo kan deze gericht zijn op de dader, het slachtoffer of de situatie waarin het probleem optreedt.
Preventie van criminaliteit is vooral gebaseerd op het voorkomen van criminaliteit. Men gaat zaken aanduiden als oorzaak voor de criminaliteit en zal er vervolgens beleidsmatig ingrijpen doen.
Binnen de criminologie kent men verschillende vormen van criminaliteit.
Als eerste heeft men psyche. Hier legt men vooral de nadruk op het belang van afschrikking en ontkrachting. Ten tweede heeft men de opportuniteit, waar men de nadruk legt op het belang van de sociale en fysieke setting van criminaliteit. ten slot is er nog structuur, waar het belang van sociale en economische ongelijkheid wordt benadrukt.
De oorzaken van criminaliteit worden dus toegeschreven aan
1. het individu
2. de mogelijkheid
3. de maatschappelijkheid

Met de hierboven meegegeven wetenschap heeft men vier preventiemodellen opgesteld:
1. dadergerichte preventie
2. slachtoffergerichte preventie
3. omgevingsgerichte preventie
4. gemeenschapsgerichte preventie

## Dadergerichte preventie
Dadergerichte preventie is vooral gericht ten aanzien van daders van criminaliteit en men baseert zich hier dan vooral op Prison works. Dit impliceert dat de gevangenis niet geldt als een bestraffing, het is een afschrikking. De gevangenis betekent quarantaine, maar ook rehabilitatie. De rehabilitatie houdt twee elementen in:
1 resocialisatie en het mogelijk maken voor de dader om terug te keren in de maatschappij
2 een beschermende en heropvoedende maatregelen onder begeleiding
Jongeren worden (in België) van een aparte behandeling voorzien die georganiseerd in het Belgisch jeugdrecht.
1. sociaal werk
2. resocialisatie en re-integratie
3. early intervention (= meest doordreven vorm van daderpreventie, men probeert in te grijpen voor het misdrijf plaatsvindt. Het richt zich op kleuters (die agressief gedrag vertonen) en/of op elementen waardoor ze kunnen voorspellen dat die in de toekomst criminaliteit zal plegen)

De voornaamste kritieken op deze vorm van preventie zijn;
1. Men kan niet weten of dat een kind een misdrijf in de toekomst zal plegen (?voorspelling?)
2. Labeling en stigmatisering
3. preventie = vrijheidsbeperking

## Slachtoffergerichte preventie
Slachtoffergerichte preventie kent een geringe ontwikkeling. De preventie beperkt zicht tot het verlenen van advies ter voorkoming van criminaliteit. Voorbeelden hiervan zijn niets in je auto laten liggen en niet 's nachts alleen over straat lopen.
Men kan dus concluderen dat deze vorm van preventie eerder een responsabiliseringstendens is. De verantwoordelijkheid komt bij deze preventie volledig bij het slachtoffer te liggen. Indien je de gegeven adviezen niet volgt, geef je aanzet tot criminaliteit.

## Omgevingsgerichte preventie
De omgevingsgerichte preventie is waarschijnlijk de meest ontwikkelde preventie vorm, omdat ze het meest winstgevend is. Het richt zich op misdrijven zelf.
- Target hardening: het plaatsen van sloten, invoering van een cijfercode,..
- Designing out crime: ruimtelijke aanpassing, controle en surveillance, cameratoezicht (vb. Closed Circuit TV (CCTV) in Londen)

Het gevaar dat deze preventievorm met zich meebrengt is dat, doordat je de barrière versterkt, ook de andere kant zich ontwikkelt (de daders worden bijvoorbeeld agressiever ). Een ander gevaar dat deze preventie met zich kan meebrengen is het verplaatsingseffect. Dit impliceert dat het voorkomen van misdrijven zich verplaatst en dit op verschillende domeinen (tijd, ruimtelijk, tactisch, wijze, object, andere criminaliteit, ...). Uit onderzoek blijkt dat verplaatsing niet of slechts ten dele plaatsvindt (zie bv. Eck, 1993).

## Gemeenschapsgerichte preventie
Gemeenschappelijke preventie is beter bekend onder de noemer social crime prevention. Het streefdoel van deze vorm van preventie is de veiligheid van de buurt/gemeenschap. Het zijn voornamelijk burgerinitiatieven zoals de burgerwachten. Deze burgerwachten staan in verbinding met de politie, maar blijven wel gewone burgers. De gemeenschapsgerichte preventie is zeer gekenmerkt door 'Multi agency' en 'Partnership'.
Enkele plaatsen waar men deze vorm van preventie zeer duidelijk tot op de voorgrond laat komen:
- St. Martens Latem
- USA, Brazilië, Zuid-Afrika

## Opleiding
De opleiding criminologie is een universitaire studie. Nederlandstalige bachelors en masters en schakelprogramma's worden aangeboden in Amsterdam, Brussel, Leiden, Leuven, Gent, Rotterdam en Utrecht. In Utrecht bestaat er een master die gevolgd kan worden na een bachelor rechten, psychologie, sociologie, culturele antropologie of economie, met daarin de minor criminologie. Aan transnationale Universiteit Limburg kan men terecht voor een master Forensica, Criminologie en Rechtspleging.
Men kan ook criminologie studeren na een universitaire basisopleiding in de rechten, sociologie, geneeskunde of psychologie.
Op professioneel bachelorniveau bestaat er ook een soortgelijke opleiding. Aan de Katholieke Hogeschool Zuid-West-Vlaanderen (departement IPSOC) te Kortrijk (België) bestaat namelijk de studierichting 'Maatschappelijke Veiligheid'. Deze studie richt zich in het bijzonder op de sociale veiligheid in ruime zin van het woord. Onder andere de vakken 'Criminologie' en 'Bijzondere Vraagstukken Criminologie' worden er gedoceerd. Na het behalen van deze professionele bachelor bestaat de mogelijkheid om via een schakelprogramma een bijkomende master in de Criminologie te behalen.

## Criminologische bronnen